# Repnik
Répnik (znanstveno ime Linaria cannabina) je majhen ptič pevec iz družine ščinkavcev (Fringillidae).

## Opis
Ima vitko telo z razmeroma dolgim repom in kratkim, sivim kljunom. Krila in hrbet so temnorjavi, trebuh pa svetel. Primarna letalna peresa so belo obrobljena in vidna tudi med mirovanjem. Odrasli samci so lahko prepoznavni po živordečem perju na vrhu glave in prsi, ki jeseni postane bolj rjavkasto, ostali del glave pa je enakomerno siv. Samice in enoletni mladiči nimajo rdečega perja, po prsih so rjavi z nekoliko temnejšimi vzdolžnimi progami, prav tako po vrhu glave. Preostali del glave je sivkasto-rjav s svetlo piko na licu. Enoletni mladiči se od odraslih samic ločijo le po za odtenek opaznejših progah in bolj motni rjavi barvi. Zelo mladi osebki so temnorjavi s temnejšimi vzdolžnimi progami po vsem telesu.
Njegov življenjski prostor je odprta pokrajina z nizkim, gostim grmičevjem, v katerem si par splete gnezdo. V njem samica po parjenju izleže 4-7 jajc. Le občasno gnezdi v vrtovih, sicer pa se izogiba bližine človeka. Hrani se s semeni, ki jih pobira s tal, zato je pogost v kulturni krajini. Vrstno latinsko ime je dobil po tem, da ima rad semena konopnic.
Med gnezditvijo in po njej do začetka jeseni so repniki v parih, jeseni pozimi pa se združujejo v jate po več sto do tisoč osebkov, lahko v družbi drugih semenojedih ptičev (npr. pinož ali severnih repnikov) in se klatijo naokoli iščoč hrano. Samci pojejo skozi vse leto.
Razširjen je po vsej Evropi razen skrajnega severa, na bližnjem vzhodu, osrednji Rusiji in v severni Afriki. Občasno jih opazijo na Bermudih in Grenlandiji, na vzhodu pa do Nepala ter Mongolije. Kljub temu, da repnik zaradi velikega območja razširjenosti in močne, stabilne populacije (njegovo število samo v Evropi ocenjujejo na 17,900,000-32,200,000 parov) in ni v nevarnosti izumrtja, ga ogroža intenzivna obdelava ustreznih življenjskih prostorov, predvsem uporaba herbicidov in je ponekod v Evropi (npr. v Veliki Britaniji) že redek.

## Taksonomija
Leta 1758 je švedski naravoslovec Carl Linnaeus vključil repnika v 10. izdajo svojga dela Systema Naturae z dvočlenskim imenom, Acanthis cannabina. , vendar je bila na podlagi rezultatov filogenetske analize zaporedij mitohondrijske in jedrne DNK, objavljene leta 2012, premeščena v rod Linaria , ki ga je leta 1802 uvedel nemški naravoslovec Johann Matthäus Bechstein.
Ime rodu linaria je latinska beseda za tkalca platna, iz besede linum, "lan". Ime vrste cannabina izhaja iz latinske besede za konopljo.
Prepoznanih je sedem podvrst repnika.
- L. cannabina cannabina (Linnaeus, 1758) - Evropa in vzhodna Azija.
- L. annabina autochthona (Clancey, 1946) - škotski endemit.
- L. cannabina bella (C. L. Brehm, 1845) - vzhodni Mediteran (Turčija), Azija
- L. cannabina guentheri Wolters, 1953 - redka, gnezdi samo na otokih Madeira in Porto Santo
- L. cannabina harterti (Bannerman, 1913) - redka, gnezdi na Kanarskih otokih
- L. cannabina meadewaldoi (Hartert, 1901) - prav tako endemna na Kanarskih otokih
- L. cannabina mediterranea (Tschusi, 1903) - ob Sredozemskem morju

## Repnik v Sloveniji
V Sloveniji je splošno razširjen, a je gostota populacije majhna, zato sodi med manj poznane slovenske ptice. Pozimi se umakne iz alpskega in predalpskega sveta, čeprav tam posamezni pari redno gnezdijo. Je pa jeseni in pozimi toliko bolj pogost v obalnem in submediteranskem pasu, kjer se lahko zbira v jate po več sto osebkov, večkrat v družbi pinož ali podobnih ptic.